# Colo cirúrgico do úmero
O colo cirúrgico do úmero é um estreitamento logo abaixo do tubérculo maior e tubérculo menor do úmero.
O colo cirúrgico do úmero é a região que sofre fraturas mais frequentemente quando comparado ao colo anatômico do úmero. A fratura nessa região, muitas vezes, leva a um dano no nervo axilar e na artéria circunflexa posterior do úmero. Danos no nervo axilar afetam diretamente a função dos músculos redondo menor e deltoide, resultando na perda da abdução do braço (de 15 a 90 graus), flexão, extensão e rotação fracas do ombro, assim como a perda da sensação da pele em uma pequena parte da região lateral do ombro.